# Szupsza
Szupsza (kartvéli írással სუფსა) falu Grúzia Fekete-tengeri partvidékén, Guria régió Lancshuti kerületében. A település a Szupsza folyó partján, 7 méter átlagos tengerszint feletti magasságban fekszik. Szupsza község központja. Szupsza falun kívül a községhez tartoznak még Ahalszopeli, Maltakva és Tabanati falvak.
A település lakossága a 2014-es népszámláláskor 273 fő volt. A lakosság többsége grúz.

## Infrastruktúra és gazdaság
Szupsza infrastruktúrája és gazdasága meglehetősen fejlett. A település és környéke nevezetes mezőgazdaságáról, tőzeg- és olajlelőhelyeiről. A falun keresztül halad a nemzetközi C12-es autópálya. A községnek van vasútállomása is, mivel keresztül halad rajta a Samtredia–Batumi-vasútvonal. 2011-ben a Heidelberg Cement AG a faluban egy cementgyárat nyitott meg. 2010 novemberében a grúz kormány a Szupsza folyó torkolatánál új tengeri kikötő építésébe kezdett, amelynek nagysága vetekszik a meglévő Batumi és Poti kikötőkével.
A település közelében található Azerbajdzsán és a Kaszpi-tengeri olajmezők nyugati kőolajvezetékének végállomása, amely az Azerbajdzsánból származó olajat a Baku–Szupsza-kőolajvezetéken keresztül kapja, és az ideérkező olajat itt töltik hajókra.
A településnek középiskolája is van.

## Fordítás
- Ez a szócikk részben vagy egészben  a(z)   Супса című orosz Wikipédia-szócikk ezen változatának fordításán alapul.  Az eredeti cikk szerkesztőit annak laptörténete sorolja fel. Ez a jelzés csupán a megfogalmazás eredetét és a szerzői jogokat jelzi, nem szolgál a cikkben szereplő információk forrásmegjelöléseként.